# Cultura de Grecia

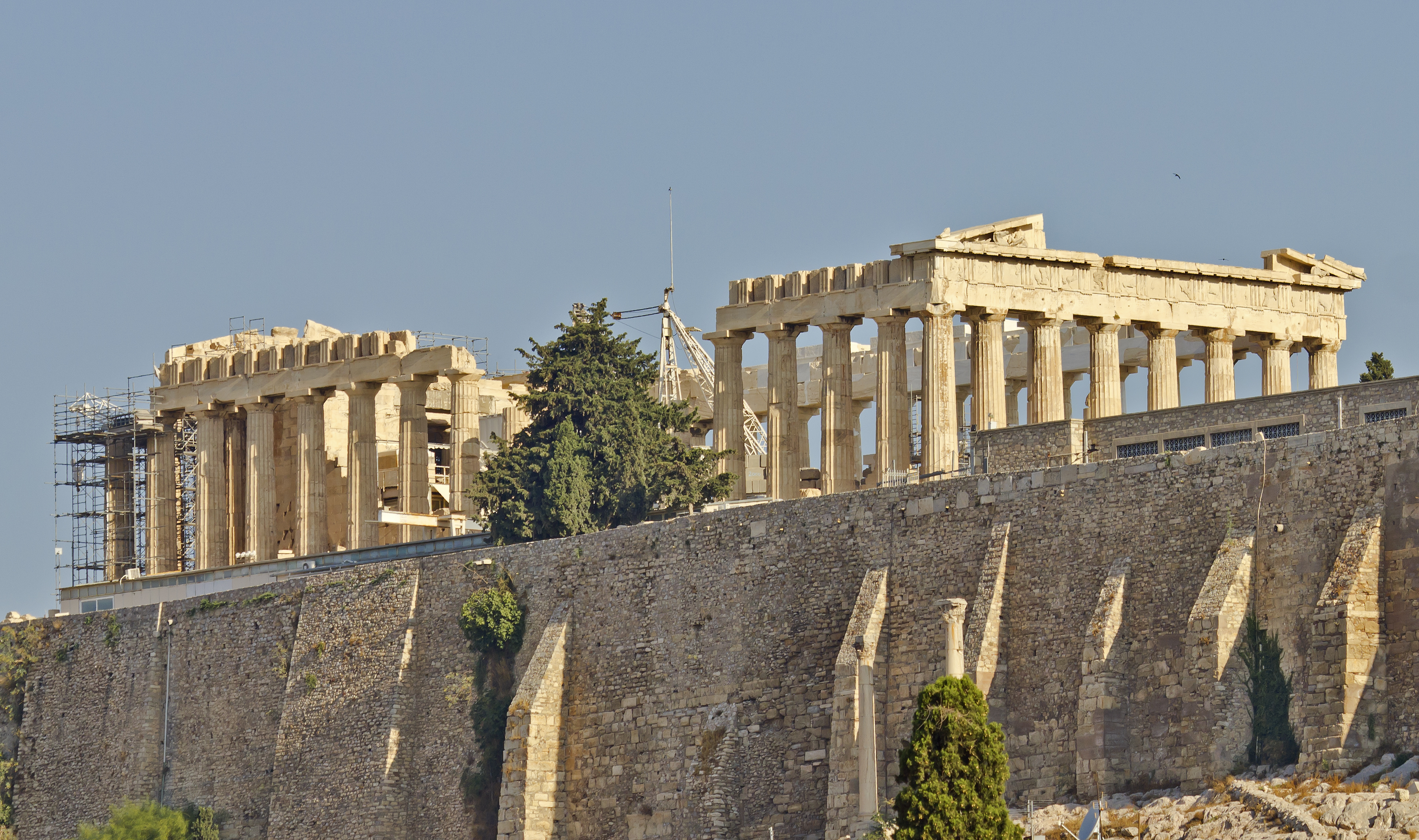
Grecia es a menudo referida como la cuna de la civilización occidental, y la antigua Atenas fue considerada su centro. El Partenón de Atenas es el símbolo imperecedero de la cultura griega.

La cultura griega  ha evolucionado durante toda su historia, con sus inicios en las civilizaciones minoica y micénica continuando con la notable Grecia clásica, el surgir de la época helenística y por medio de la influencia del Imperio romano y su sucesor, el Imperio bizantino, en la Grecia oriental. El Imperio otomano también tuvo una influencia considerable en la cultura griega, pero es la guerra de independencia griega la que revitaliza Grecia y propicia el nacimiento de una identidad individual dentro de su polifacética cultura a lo largo de su historia.  Se organizaba político-socialmente en ciudades-estado, llamadas polis, las principales de las cuales fueron Atenas, Esparta, Corinto y Tebas.
A diferencia de otros sistemas esclavistas, los esclavos no eran tratados de manera infrahumana, sino que formaban un estamento inferior en la sociedad griega. Estaban al servicio de sus amos pero obtenían un pago por su trabajo (dádivas) y pudiendo formar una familia en relativa libertad.
Los aportes de la Antigua Grecia no son nada desdeñables, y abarcan un enorme conjunto de áreas: 
- La invención de la democracia directa, específicamente en Atenas, si bien era una democracia para varones atenienses mayores de edad (excluyendo mujeres, esclavos y metecos).
- Creación de las Olimpíadas (y celebración continua durante siglos) las festividades deportivas en honor a los dioses del Olimpo que acarreaban una “paz olímpica” entre todas las ciudades griegas.
- La invención formal de la filosofía, vocablo acuñado por Pitágoras en el siglo VI a. C., y su práctica por parte de pensadores fundamentales para Occidente como Sócrates, Platón, Aristóteles o Demócrito. Muchos de ellos incursionaron en lo que hoy en día llamamos ciencias o matemáticas, legando también importantes conceptos como la Teoría atómica (Demócrito), diversos teoremas matemáticos (Tales de Mileto, Pitágoras, etc.), medicina (Hipócrates), la teoría de los cuatro humores (Empédocles), y un enorme etcétera.
- Variadas y valiosas tradiciones artísticas, de las cuales destaca sobre todo la literatura, cargada del contenido mitológico que su religión y que cultivaron en verso, ocupando un lugar destacado Homero (cultor de la épica: la Ilíada y la Odisea), Esopo (autor de numerosas fábulas), Aristófanes (autor de comedias) o los grandes dramaturgos griegos: Sófocles, Esquilo y Eurípides. También destacan Heródoto (geógrafo e historiador) y Hesíodo (poeta y filósofo).
- La vasta e importante mitología griega, en donde se reúnen los relatos fundacionales del mundo y de los dioses (cosmogonía y teogonía), los mitos sobre el ascenso de los Olímpicos al poder derrotando a sus predecesores titánicos, los mitos heroicos y un enorme conjunto de símbolos, relatos y personajes.

## Arte
El arte y la arquitectura de la antigua Grecia tuvieron una gran influencia en el arte occidental hasta la actualidad, ya que es parte de su legado cultural.
El arte bizantino y la arquitectura bizantina jugaron un importante papel en los inicios del cristianismo, y queda una influencia en las naciones.
Hasta ahora, debido a los estragos de la historia, solo una pequeña variedad del arte griego antiguo ha sobrevivido; la escultura, arquitectura y artes menores, incluyendo el diseño de monedas, cerámica y el grabado de piedras preciosas.

### Arquitectura de la Antigua Grecia

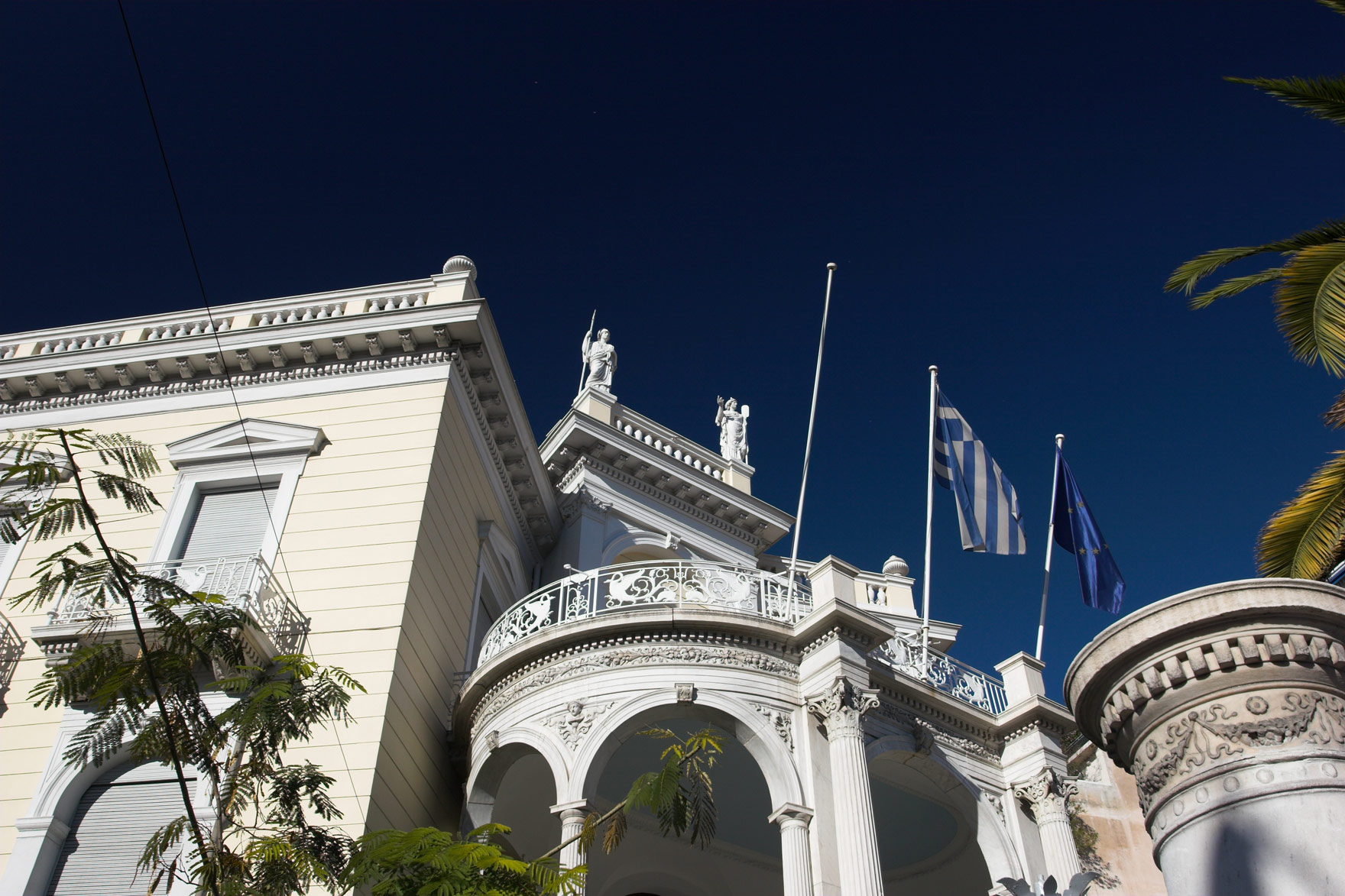
Un ejemplo de mezcla de arquitectura bizantina y arquitectura neoclásica.

Los restos de la arquitectura, aún perviven o están bien documentados actualmente. 	
Los antiguos griegos desarrollaron cuatro estilos primarios u "órdenes clásicos": el sobrio , sólido dórico y el refinado y decorativo jónico. Hay que señalar que el estilo jónico evolucionó dentro del estilo corintio.
La forma rectangular de los antiguos templos griegos, rodeados de columnatas soportadas por un pedimento triangular, construido de piedra caliza o mármol, sigue siendo un estilo popular hasta la fecha. Aunque el arco era familiar a los troyanos, no estaba ampliamente extendido su uso, en contraste con las posteriores edificaciones romanas. Las obras representativas que perviven de la arquitectura griega son el Partenón y el Erecteón de Atenas, y las estructuras romanas basadas en el modelo griego, con el Panteón de Roma, el cual es atribuido al arquitecto griego Apolodoro de Damasco. 	

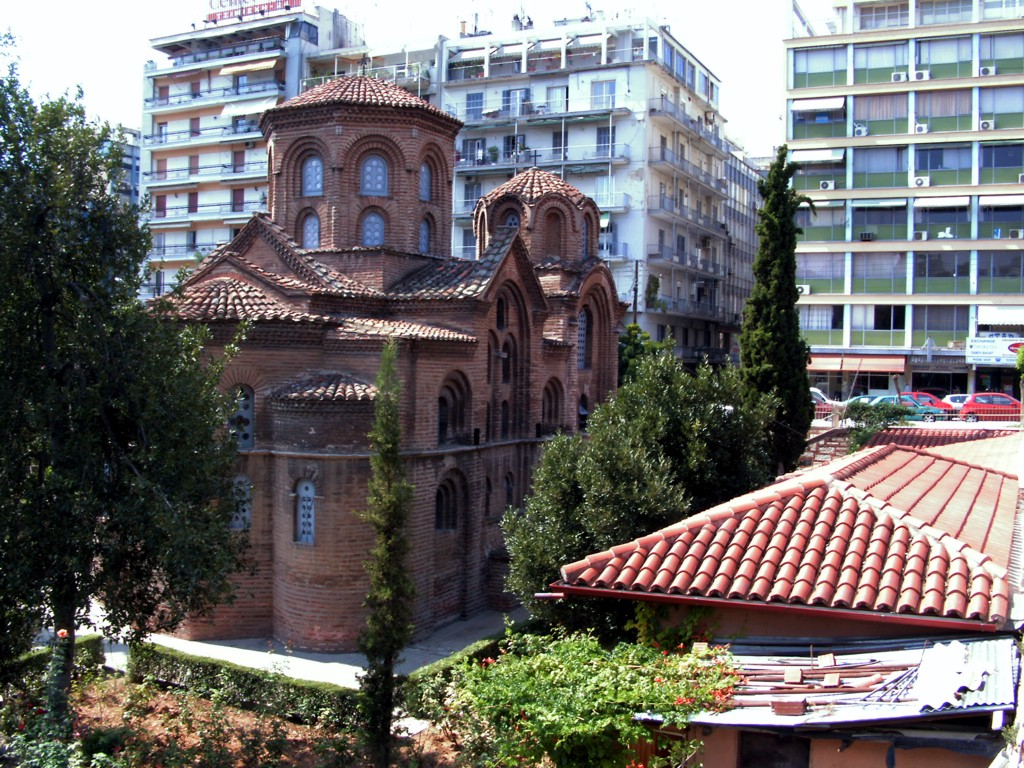
Un ejemplo clásico de arquitectura bizantina en Salónica.

La arquitectura bizantina fue un modo de construcción común desde el ascenso del cristianismo bajo Constantino hasta la caída del Bizancio en 1453 a manos de los turcos otomanos. Son característicos la cruz griega, el capitel de estilo bizantino capitol (una mezcla de jónico y capiteles corintios) y una cúpula central rodeada por varias pequeñas cúpulas. Grecia experimentó también el resurgimiento neobizantino tras la revolución griega y bastante insospechadamente, también el auge de la arquitectura neoclásica en los años siguientes a la Revolución; esto vino a ponerla en contacto e interacción con la tradicional villa bizantina para producir una forma específica en la Grecia contemporánea.
Como otras capitales contemporáneas, Atenas tiene parte en la arquitectura moderna y postmodernista, más concretamente las últimas construcciones de Santiago Calatrava para las Olimpíadas de Atenas de 2004.

### Pintura y escultura

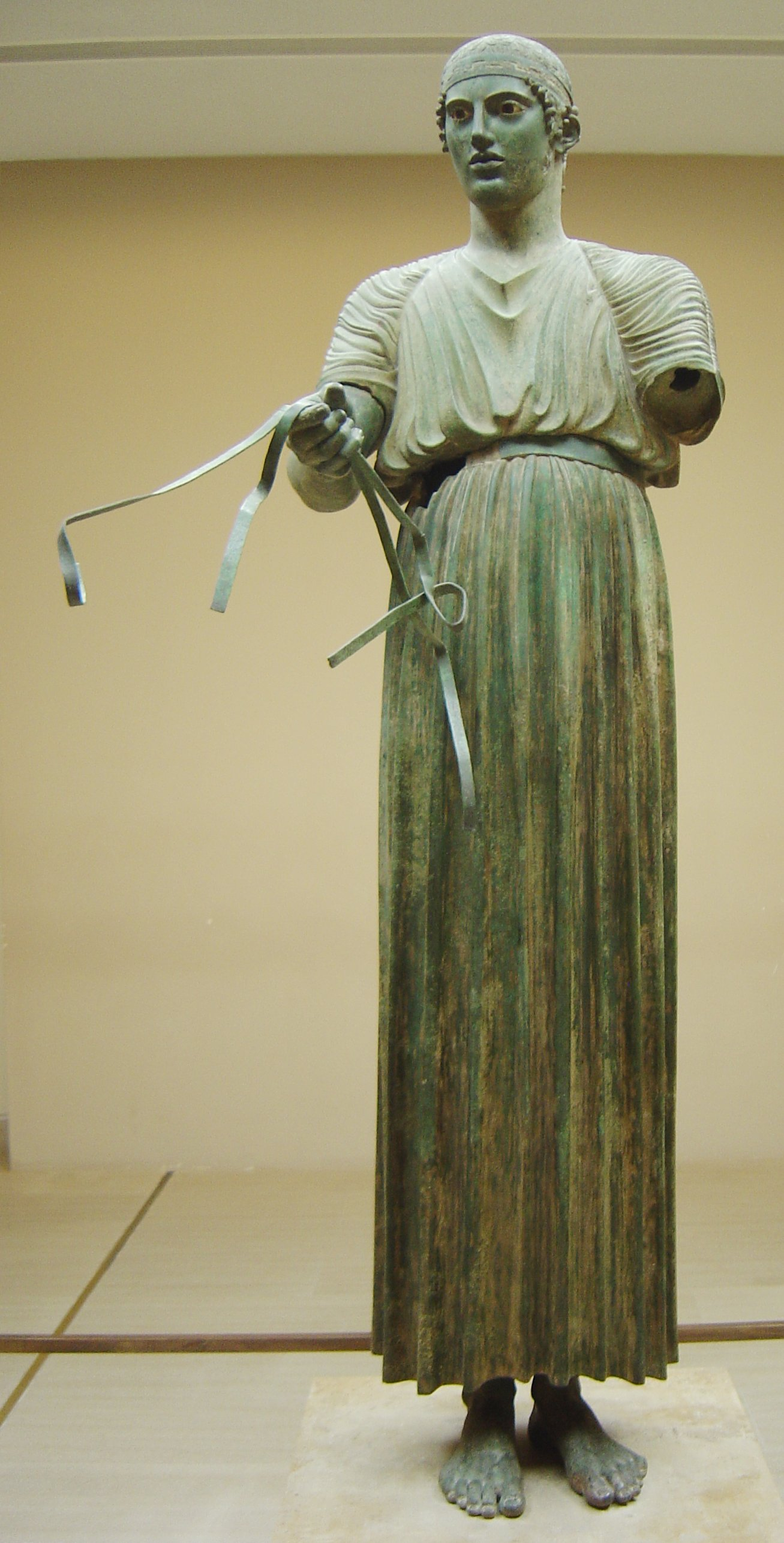
El Auriga de Delfos, Museo Arqueológico de Delfos, una de las grandes obras que se conservan de la escultura griega, fechada hacia el 470 a. C.

En contraste con otras formas ilustradas, las pinturas conservadas de la antigua Grecia son muy escasas. Los pintores griegos trabajaban principalmente en paneles de madera, y las obras finales fueron admiradas durante cientos de años después de su creación. Sin embargo, estas pinturas desaparecieron después del siglo IV cuando no fueron suficientemente protegidas. Por añadidura, las inferiores copias romanas, por ejemplo las de Pompeya, las escasas muestras conservadas halladas en las tumbas de los reyes de Macedonia en Vergina, en Leúcade también en la antigua Macedonia, como las de Kazanlak en la antigua Tracia. 	

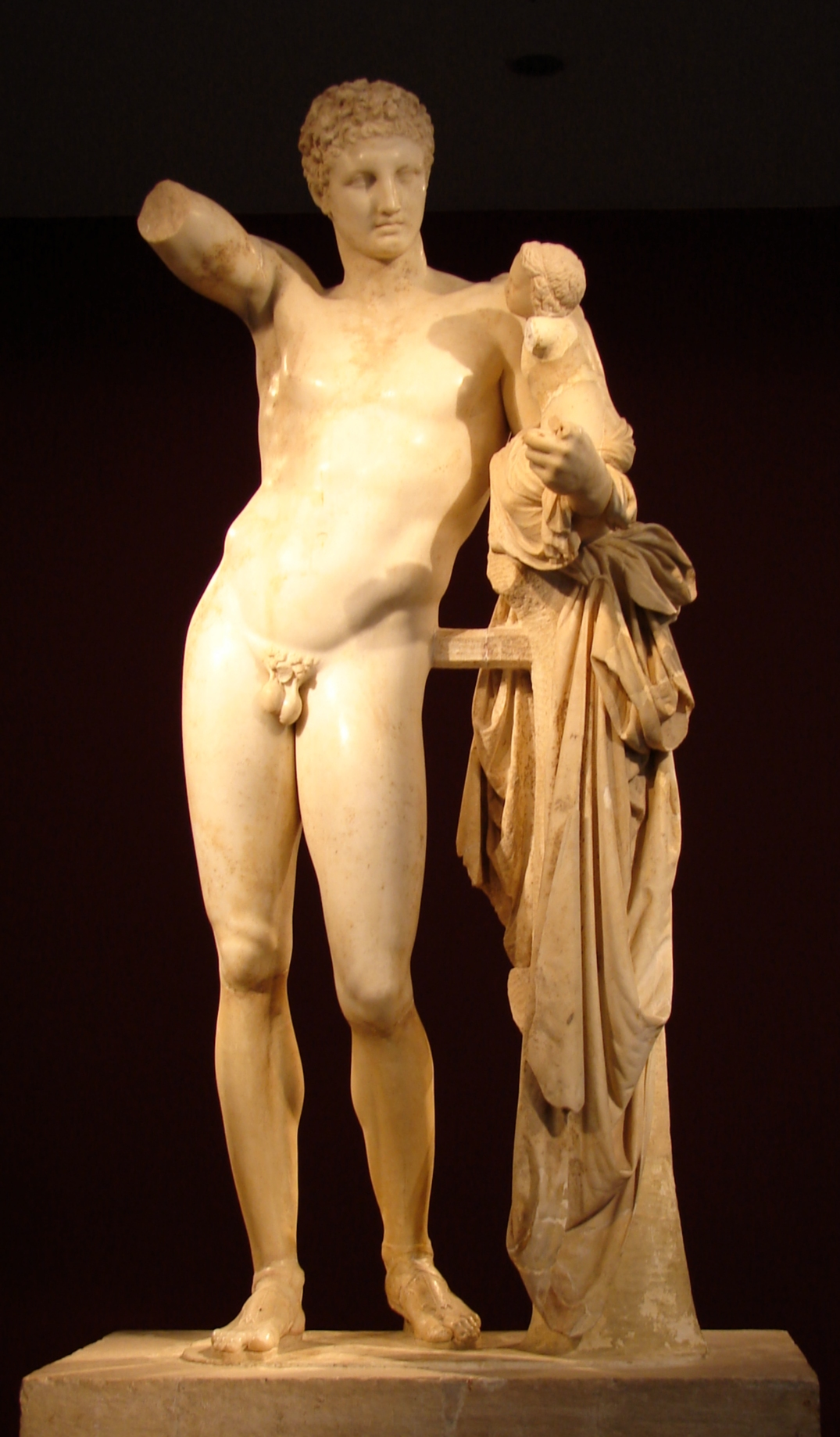
Esta estatua de Hermes llevando al niño Dioniso, atribuida a Praxíteles, fue encontrada en Olimpia en 1877.

Las obras conservadas de la antigua escultura griega son más comunes, en particular las de los maestros escultores, como Fidias y Praxíteles. Estos artistas y sus seguidores fueron frecuentemente emulados por los romanos. Sin embargo, los cristianos del siglo IV y V vieron la destrucción de los ídolos paganos como un acto de piedad. Muchas de las esculturas antiguas de mármol fueron quemadas con cal en la Edad Media, y fueron fundidas estatuas de bronce para obtener el metal. Las estatuas de mármol que escaparon a la destrucción fueron olvidadas, o en el caso de los bronces, perdidos en el mar.	
En el periodo bizantino, el arte religioso era el tema dominante, con mosaicos e iconos que adornaban los edificios religiosos. El artista renacentista, el Greco (Domenikos Theotocopoulos), responded to bizantino y en el siglo XVI el arte manierista, produciendo escultura y pinturas de forma libre, luz y color que inspiraría a artistas del siglo XX como Pablo Picasso y Jackson Pollock.
Además, un importante y a menudo pionero papel, fue jugado por artistas de las islas Jónicas en el siglo XVIII y a comienzos del XIX, quienes explotaron las conquistas del Renacimiento italiano y de los talleres barrocos. Con persistentes esfuerzos hacia nuevas direcciones y objetivos, los artistas griegos afloraron al mundo durante las primeras décadas del siglo XIX conectando el arte griego con su antigua tradición, así como la búsqueda de talleres europeos, sobre todo los de la Munich School, con ejemplos definitorios del arte contemporáneo griego del periodo que incluye la obra de Theodoros Vryzakis y Nikiphoros Lytras. A comienzos del siglo XX, Demetrios Galanis, contemporáneo y amigo de Picasso, consiguió un amplio reconocimiento en Francia y fue miembro vitalicio de la Academia Francesa, tras la alabanza del crítico André Malreaux como un artista capaz «de provocar fuertes emociones como Giotto». Ya en pleno siglo XX Nikos Engonopoulos consiguió reconocimiento internacional con sus concepciones surrealistas en pintura y poesía, mientras que a finales de la década de 1960, Dimitris Mytaras y Yiannis Psychopedis se asociaron con el realismo crítico europeo.
Grecia ha continuado la antigua tradición escultórica en las épocas modernista y posmodernista, con colaboradores como el filósofo Costas Axelos y el afamado Constantine Andreou, receptor de la Legión de Honor de Francia.

### Cerámica y monedas

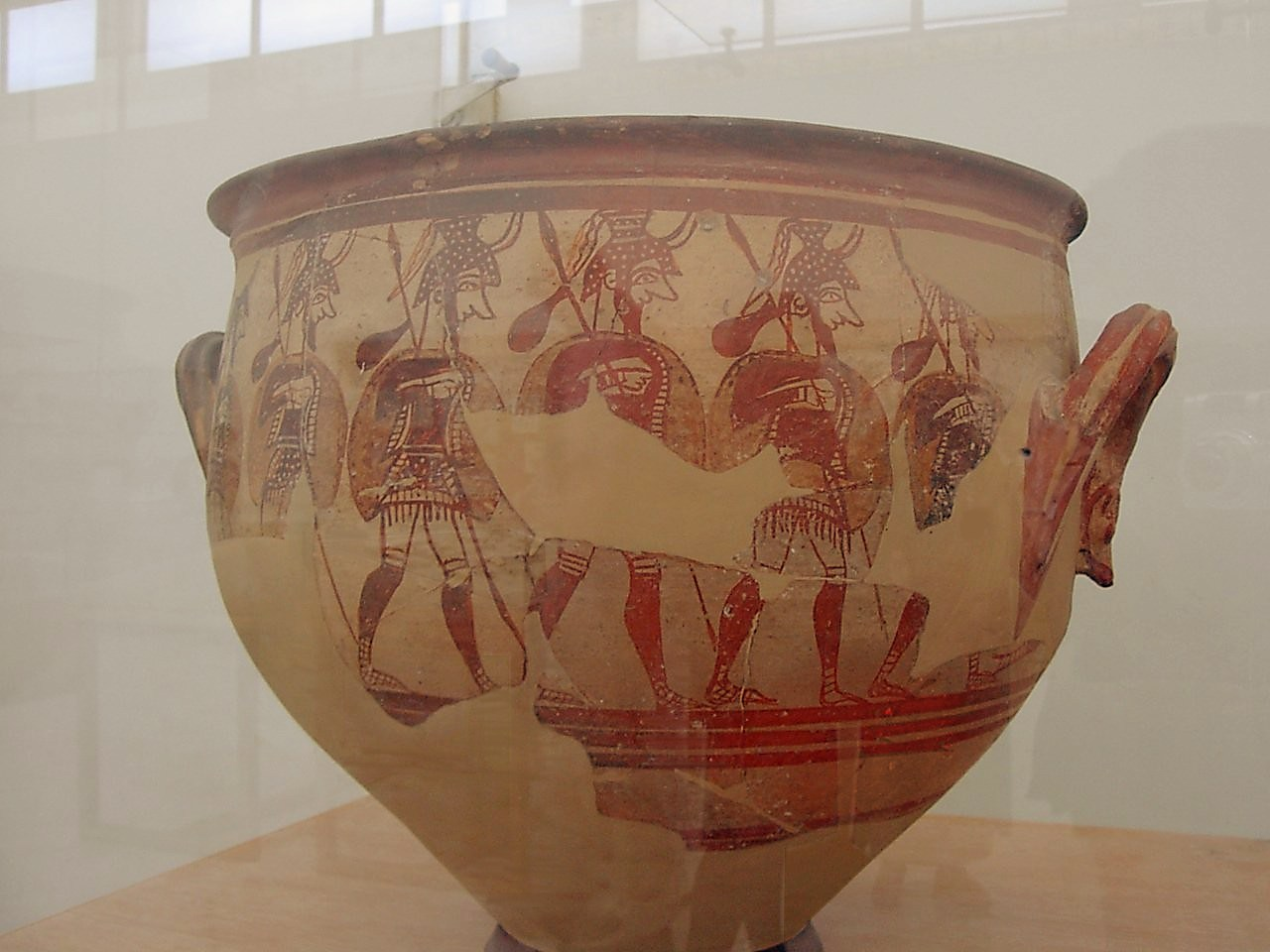
Crátera de campana con escena de guerreros. Arte micénico, Terracota pintada, 4 dm de alto. Museo Arqueológico Nacional de Atenas.

La antigua Grecia fue también reconocida por su cerámica, que incluía tanto formas de vasos para bebidas como urnas. La cerámica de figuras negras, en cuyas decoraciones aparecen siluetas negras sobre fondo rojo, son muy representativas de la temprana artesanía griega. Posteriormente las formas incluyen a la cerámica de figuras rojas y la cerámica de fondo blanco. 	
Los griegos no consideraban el maltrato de moneda como una forma principal de arte propiamente dicha. No obstante, la durabilidad y la abundancia de monedas que diseñaron es una de las más importantes fuentes de conocimiento acerca de la estética griega. Las monedas fueron inventadas en Lidia durante el siglo VII a. C., pero fueron los griegos los primeros que las usaron ampliamente, y quienes establecieron un canon del diseño monetario que ha sido seguido desde entonces.[cita requerida]

## Cine
La primera sala de cine apareció por primera vez en Grecia en 1897, y el primer teatro fue construido en 1907. La primera producción es de 1914 cuando la compañía Asty Film fue fundada y comenzó a producir largometrajes. Golfo (Γκόλφω), una conocidísima y tradicional historia de amor, fue el primer largometraje, aunque hubo antes varias producciones menores como los noticiarios.

El cine griego ha tenido una historia agitada, desde momentos de relativo estancamiento hasta muy memorables producciones, como Έρως και κύματα (dirigida en 1928 por D. Gaziadis), y Aplauso (Χειροκροτήματα) (dirigida en 1944 por G. Tzavelas), y la más importante es de 1944 en la que la gran trágica Katina Paxinou fue premiada con el Óscar a la mejor actriz de reparto por Por quién doblan las campanas.
La edad de oro del cine griego fue la década de los años 50, en que se produjeron hasta 60 películas al año, entre ellas Estela, dirigida por Michael Cacoyannis, uno de los más famosos directores. Notables actores y directores de este período fueron Alekos Sakelarios, Nikos Tsiforos, Ellie Lambeti, Dinos Iliopoulos e Irene Papas. Cacoyannis, en particular, que dirigió en los 60 Alexis Zorbas, llegando a ganar tres premios Óscar.
Desde esta época el cine griego ha estado relativamente parado, sin contar con películas como Loafing and Camoflage (Λούφα και Παραλλαγή), cuyo éxito popular sacó del punto muerto al sector usándola como comedia egea. Otros temas políticos han sido tocados en la película que incluye la inmigración de Albania, por ejemplo Μετέωρο βήμα του πελαργού, Το (1991) (en inglés: The Suspended Step of the Stork) dirigida por Theo Angelopoulos.
Más recientemente películas como Politiki kouzina (Un toque de canela) y la comedia sexual tabú Safe Sex muestran la tendencia al alza de la calidad del cine griego.  La falta de inclusión de la cultura griega en representaciones cinematográficas de Hollywood de famosos griegos, como por ejemplo Cleopatra, ha sido tema de crítica académica.

## Idioma Griego
El idioma griego es el saque de la república helénica y tiene un total de 20 millones de hablantes a nivel mundial. Es un idioma indoeuropeo. Es de destacar la intensidad de su continuidad desde los inicios de la prehistoria con la escritura Lineal A vinculada a la civilización minoica, en la más reconocible escritura Lineal B, y en los dialectos de la Grecia antigua, de los cuales el ático es el más parecido al griego moderno.
El griego ha tenido un enorme impacto en otros idiomas. Directamente en las lenguas romances e indirectamente a través del emergente latín durante los orígenes de Roma. Signos de su influencia, y de sus muchos desarrollos, pueden verse a través de la familia de los idiomas del occidente europeo.

### Greeklish
Más recientemente, debido al auge de las comunicaciones basadas en Internet y en la telefonía móvil, ha surgido una forma distinta de expresión escrita, en parte escrita en griego, y en otra, totalmente con caracteres latinos. Esa expresión escrita es conocida como greeklish, una forma que se extendió a través de la diáspora griega y de las dos naciones griegas y Chipre . Como dato anecdótico, corresponde señalar que existen incluso publicaciones en greeklish.

## Literatura
Grecia tiene una destacable, rica y fuerte tradición literaria que abarca unos 2800 años y a través de varias épocas. La época clásica es la que más comúnmente se relaciona con la literatura griega, que comienza en el 800 a. C. y mantiene su influencia durante el periodo bizantino, no obstante la influencia del Cristianismo comenzó a engendrar un nuevo desarrollo de la palabra escrita. Muchos elementos de la antigua tradición milenaria están reflejados en la moderna literatura griega, incluyendo a las obras de los laureados con el Nobel, Odysseas Elytis y George Seferis. 

### La Grecia clásica
Las primeras obras de la tradición literaria occidental son los poemas épicos de Homero y Hesíodo. La primera poesía lírica, la representada por poetas como Safo y Píndaro, fue la responsable de la definición del género lírico como es entendida en la actualidad en la literatura occidental. Esopo escribió sus Fábulas en el siglo VI a. C. Estas innovaciones tuvieron una profunda influencia no solo en los poetas romanos, como Virgilio en su poema épico de la fundación de Roma, la Eneida, sino que se extendió a través de toda Europa.
En la Grecia clásica se establece el nacimiento del teatro tal y como lo entendemos. Esquilo introdujo las ideas de diálogo y dramatizando las relaciones de los personajes y al hacerlo, inventó el "drama": su Orestíada trilogía de obras es considerada la cima de su carrera. Otros grandes dramaturgos fueron Sófocles y Eurípides. Aristófanes, un escritor de comedias, definió y desarrolló el concepto de comedia como forma teatral.	
Heródoto y Tucídides son considerados los pioneros del moderno estudio de la historia en el campo de la búsqueda filosófica, literaria, y científica. Polibio fue el primero en introducir en su estudio el concepto de militar. 
La filosofía introdujo literatura con los diálogos de Platón, mientras que su discípulo Aristóteles, en su obra Poética, formuló el primer criterio del criticismo literario. Ambas figuras literarias, en el contexto de las contribuciones de la filosofía griega en las épocas clásica y helenística, dieron nacimiento al concepto de ciencia política, el estudio de la evolución política y la crítica de los sistemas de gobierno.

### Período helenístico
Tras las conquistas de Alejandro Magno, los extensos territorios sometidos a Macedonia adoptaron la herencia de la cultura helénica de la Grecia clásica. Después de la muerte de Alejandro, sus sucesores, los diádocos (διάδοχοι), fundaron las grandes dinastías que dominaron el Mediterráneo oriental, como la Ptolemaica en Egipto, la Seléucida, con centro en Siria, y la Antigónida. Estos soberanos y sus cortes supieron conservar y alentar el espíritu griego, tanto en las artes como en las ciencias. Ciudades como Alejandría y Antioquía se convirtieron en grandes centros políticos y culturales. La cultura de lengua griega era la predominante entre la gente educada y de la aristocracia y era la que se transmitía a través de la enseñanza. La cultura helenística de lengua griega se mantuvo en el Mediterráneo oriental incluso cuando los reinos helenísticos fueron derribados por Roma y se integraron en el Imperio romano.
En la poesía sobresalen el poeta bucólico Teócrito, el epigramista alejandrino Calímaco y un cultivador de la epopeya como Apolonio de Rodas. En el teatro, se produce la creación de la Comedia nueva, representada por Menandro. En prosa destaca el gran escritor satírico Luciano de Samosata.
En cuanto a los historiadores, se encuentran en una primera etapa los que narraron la historia de Macedonia y del período de consolidación de las conquistas de Alejandro Magno, como Jerónimo de Cardia y Duris de Samos. Posteriormente, tras la conquista de Grecia por Roma, aparece la figura de Polibio; y ya en la Roma imperial sobresale una gran figura de la historiografía en lengua griega, como es Plutarco, y otros historiadores como Flavio Josefo.
El cristianismo se expandió en su primera época en tierras donde el griego predominaba como lengua de cultura; como consecuencia de ello, el Nuevo Testamento se conoce en la versión en la lengua griega de la koiné; y en especial los evangelistas San Lucas y San Juan pueden considerarse como buenos cultivadores de la prosa griega. Notables escritores cristianos se sirvieron también de la lengua griega, como Orígenes y Juan Crisóstomo, seguidos por  otros muchos.
Cuando se produjo la división de Roma en Imperio de Occidente e Imperio de Oriente, este último conservó la cultura de raíz griega, dando nacimiento a la civilización bizantina.

### Grecia bizantina

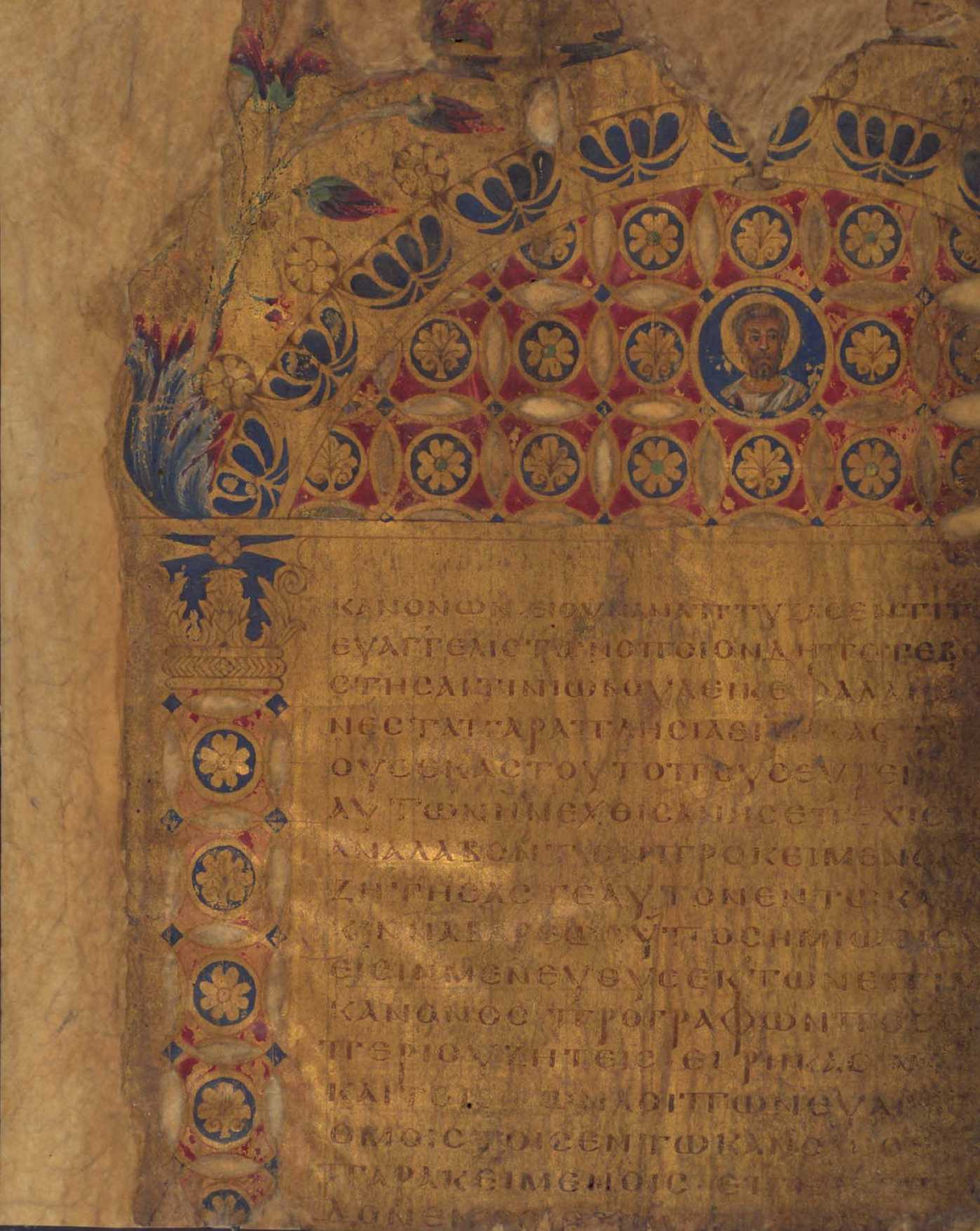
Un evangelio bizantino del, que ilustra el estilo decorativo empleado por los escolares de aquella época.

La expansión del cristianismo por todo el mundo grecorromano en los siglos IV, V y VI, junto a la helenización del Imperio bizantino que se produjo en el período, llevaría a la formación de una forma literaria única, que combinaba influencias cristianas, griegas, romanas y orientales (como las del Imperio persa). A su vez, esto permitió que se desarrollase la poesía cretense, la sátira poética en el Oriente griego, y el género histórico, con varios prominentes historiadores como Procopio de Cesarea.

### Grecia moderna
La literatura griega nació a partir de la revolución griega de 1821 y la subsiguiente independencia de Grecia en 1831, y como tal, la literatura griega del período está fuertemente influida por temas revolucionarios, aunque el impacto de la literatura griega de la ilustración también podía ser destacada, además de la influencia de las canciones y novela acríticas del imperio bizantino.
En el siglo XX, la tradición literaria griega moderna abarca la obra de Konstantinos Kavafis, considerado una figura clave de la poesía del siglo XX, conmovedor Giorgos Seferis (cuyas obras y poemas aspiraron a unir la literatura de la Grecia antigua y moderna ) y Odysseas Elytis, quienes ganaron el Premio Nobel de Literatura. Nikos Kazantzakis es también una gran figura, con obras como La última tentación de Cristo y Cristo recrucificado recibiendo reconocimiento internacional. Vassilis Vassilikos es extensamente traducido.

## Religión

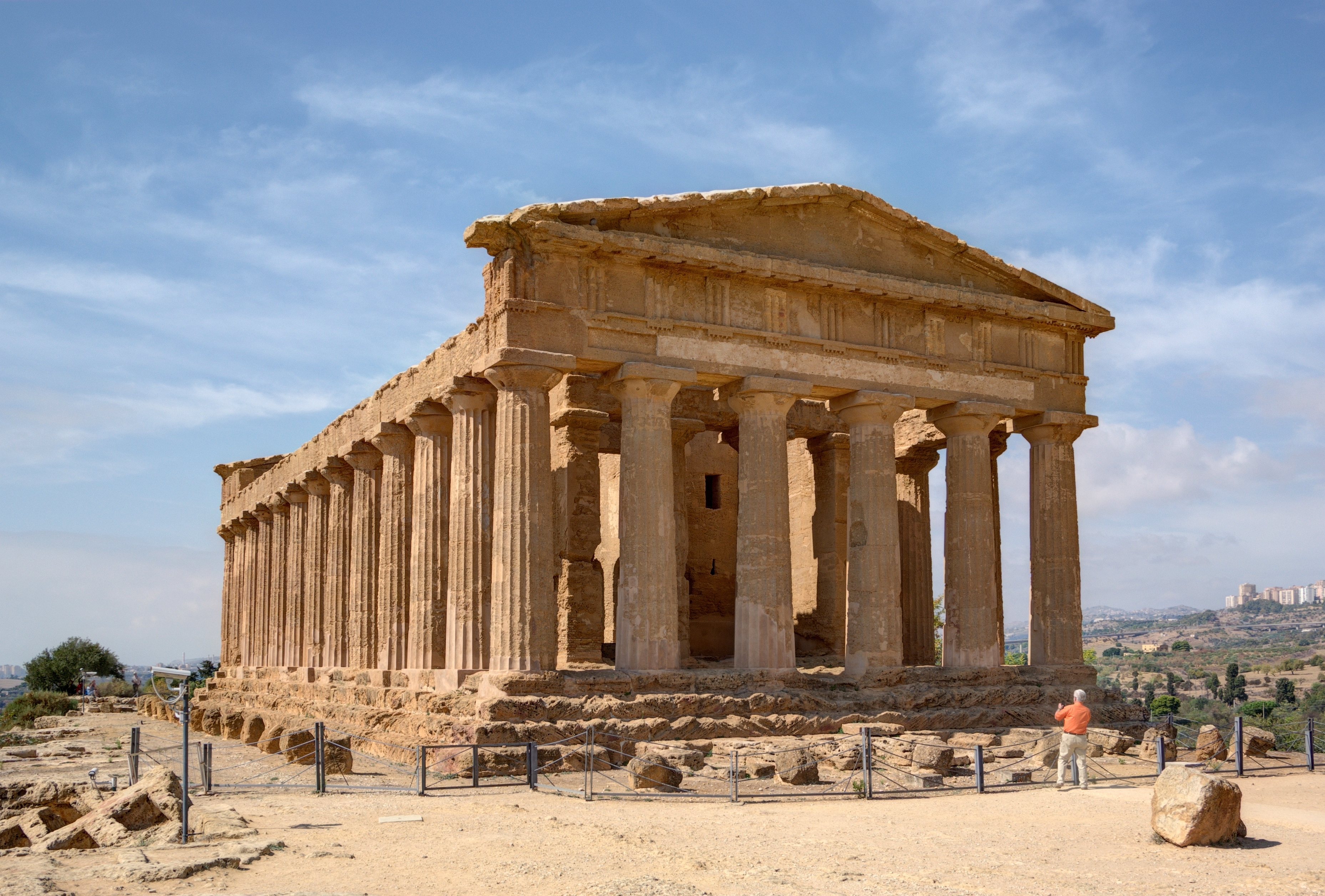
Agrigento: Templo de la Concordia, Sicilia.

La religión de la Antigua Grecia abarca la colección de las creencias y rituales practicados en Grecia Antigua en la forma de prácticas culturales, homólogas de la mitología griega. En el mundo griego, la práctica religiosa variaba lo suficiente como para poder hablar de religiones griegas. Las prácticas culturales de los helenos se extendían más allá de la Grecia continental, a las islas y las costas de Jonia (en Asia Menor), a la Magna Grecia (Sicilia e Italia del sur), y a las colonias griegas dispersas por el Mediterráneo occidental, como Massilia. Ejemplos griegos moderados son el culto y las creencias etruscas y la religión romana.
Hay una creencia entre los eruditos de que la primera religión griega provino o estuvo muy influenciada por el chamanismo de las estepas de Asia Central hasta la colonia griega de Olbia (en Escitia), en la orilla norte del Mar Negro, y de allí a Grecia.

### Grecia clásica
El partenón de la Grecia clásica, con sus orígenes en la Grecia micénica, mantiene su fascinación en la moderna Grecia, no solo como una consecuencia de lo que son, para los habitantes, los ineludibles restos físicos de los templos que salpicaban el paisaje y definieron la arquitectura occidental hasta principios del siglo XX, sino porque permanecen, según las cifras del ministerio del interior griego, alrededor de 30 000 partidarios de la religión antigua viviendo en la Grecia actual. El legado de la mitología griega continúa ejerciendo una profunda influencia no solo sobre la moderna imaginación popular occidental moderna más amplia sino también sobre literatura griega moderna.

### Grecia moderna
La Iglesia Ortodoxa griega, debido principalmente a la importancia de Bizancio en la historia griega, además de su papel en la revolución, es una institución muy popular en la moderna Grecia. Su rol en la sociedad y su rol para con la cultura griega son muy importantes; muchos griegos acuden a la iglesia al menos una vez al mes y el día de Pascua de los Ortodoxos del Este (parcialmente diferente a la Pascua Protestante y Católica), guarda especial significancia. Mientras que los líderes de la Iglesia no tienen la influencia ni la popularidad de, por ejemplo, los Imam en los países islámicos, todavía manejan una relativa cantidad de poder, a través del populismo (más notablemente en ciertos miembros del clero que se oponen al ascenso turco) y el hecho de que la constitución no hace una separación explícita de Iglesia y Estado; un debate a principios del 2000 sobre los documentos de identidad y si la Iglesia debía ser listada en estos, remarca la fricción entre estado e iglesia en varios asuntos.
Las Iglesias Ortodoxas griegas salpican los pueblos y ciudades de Grecia y vienen en una variedad de formas arquitectónicas, desde las antiguas capillas bizantinas, pasando por modernas iglesias blancas de ladrillo, hasta nuevas estructuras de tipo catedral con evidentes huellas de la influencia bizantina. Grecia (tanto como Chipre), se declara, aparentemente, como uno de los países más religiosos de Europa, según el Eurostat; sin embargo, mientras la iglesia es la institución moral y cultural por excelencia, existe un contraste con los religiosos protestantes que es más obvio que en otros países de la Europa Mediterránea Católica.
Grecia tiene también una minoría significativa de musulmanes en Tracia occidental(aunque no este definido) (alrededor de 100 000), ha habido varias y recientes controversias con respecto a sus derechos humanos, particularmente a nivel europeo, sin embargo, las autoridades griegas mantienen su tratamiento de minoría religiosa en la ya mencionada región, aunque no perfecto, es ciertamente mejor que el tratamiento turco a los cristianos desde el siglo XX hasta hoy. A pesar de esto, el asunto de los musulmanes en Tracia sigue siendo controvertido.

## Filosofía
La filosofía es una investigación y reflexión sobre los grandes problemas que apasionan la vida de los seres humanos: el origen del hombre y de los cosmos, el origen del conocimiento, el sentido de la vida, la moral, la libertad, lo sagrado, etc.
Los griegos fueron los precursores de la investigación científica, utilizaron la razón, la observación y la experimentación para buscar explicaciones a los interrogantes que se las planteaban. Primero se desarrolló la filosofía. Los filósofos griegos trataron de determinar de que estaban hechas las cosas. En los siglos V y VI a. C, con Sócrates, Platón y Aristóteles, la filosofía se hizo antropocéntrica, es decir, puso al hombre en el centro de sus búsquedas.
Heródoto se interesó por rastrear en el pasado las causas de los acontecimientos de su tiempo. Se lo considera el padre de la historia por su método de investigación.

### Grecia clásica, helenística y bizantina
La tradición de la filosofía en Grecia antigua acompañó a su desarrollo literario. Los conocimientos griegos han tenido una profunda influencia en Occidente y en la civilización de Oriente Medio. Las obras de Sócrates, Platón, Aristóteles, y otros filósofos griegos influenciaron profundamente en el pensamiento de la clásica, el Islam clásico y el Renacimiento.
En los médicos aún se remiten al juramento hipocrático, instituido por Hipócrates, que es considerado el fundador de la medicina como ciencia. Galeno construyó la teoría hipocrática de los cuatro humores, y sus obras fundaron la medicina en Europa y el Oriente Medio durante siglos. Los médicos Herófilo y Pablo de Egina fueron pioneros en el estudio de anatomía, mientras que Dioscórides escribió un extenso tratado sobre la práctica de la farmacología.
El periodo de Grecia clásica (desde el 800 a. C. hasta el ascenso de Macedonia), es el que más a menudo se asocia con los avances griegos en la ciencia. Tales de Mileto es considerado por muchos como el padre de la ciencia; fue el primero de los antiguos filósofos que intentó explicar el mundo físico en términos naturales más que en causas sobrenaturales. Pitágoras fue un matemático a menudo descrito como el "padre de los números"; se creyó que fue el pionero de la percepción de las proporciones numéricas que determinan la escala musical, y el teorema de Pitágoras es comúnmente atribuido a él. Diofanto de Alejandría, en contrapartida, fue el "padre del álgebra". Mucha de la geometría moderna está basada en la obra de Euclides, mientras que Eratóstenes fue el primer geógrafo científico, que calculó la circunferencia de la Tierra y concibió los primeros mapas basados en principios científicos
El periodo helenístico, siguiente a las conquistas de Alejandro, continuó y desarrolló este conocimiento. Hiparco de Nicea es considerado un preeminente observador astronómico de la antigüedad, y fue probablemente el primero en desarrollar un método exacto de predicción del eclipse solar, mientras que Aristarco de Samos fue el primer astrónomo conocido en proponer un modelo heliocéntrico del sistema solar, aunque el modelo geocéntrico de Claudio Ptolomeo fue comúnmente aceptado hasta el siglo XVII. Ptolomeo también contribuyó substancialmente a la cartografía y a la ciencia de la óptica. Por su parte Arquímedes fue el primero en calcular el valor de π y de una progresión geométrica, y también fue el primer físico conocido, al descubrir la ley del principio de Arquímedes y concebir la irrigación mediante el dispositivo conocido como tornillo de Arquímedes.
El periodo bizantino quedó principalmente como un periodo de preservación de los términos de los textos clásicos grecorromanos; hubo, sin embargo, significativos avances hechos en los campos de la medicina y la erudición histórica. La filosofía teológica también permaneció como un área de estudio, personificada por la fundación de la Universidad de Constantinopla.
Isidoro de Mileto y Antemio de Tralles, los arquitectos de la famosa iglesia de Santa Sofía de Constantinopla, también contribuyeron a las teorías matemáticas concernientes a la forma arquitectónica, y la armonía matemática percibida necesitaba crear una estructura multicupular. Estas ideas eran la prueba de la gran influencia del arquitecto otomano Sinan en su creación de la Mezquita Azul, también en Constantinopla. Tralles, en particular, produjo varios tratados de ciencias naturales, además de otras incursiones suyas en las matemáticas, como la sección cónica.
La gradual migración de los griegos de Bizancio a las repúblicas italianas siguiente a la caída del Imperio bizantino, y los textos que llevaron con ellos, combinados con las posiciones académicas que sostuvieron, fue un factor importante en los primeros atisbos del Renacimiento italiano.

### Grecia moderna
Los griegos continúan contribuyendo a la ciencia en el mundo moderno. John Argyrigis, era un matemático e ingeniero griego, es responsable de la invención del análisis de elementos finitos y del método directo de la rigidez, relativo a la física. El matemático Constantin Carathéodory trabajó en el campo del análisis real, el cálculo de variaciones, y la teoría de la medida a principios del siglo XX, y fue a ayudar a Albert Einstein en la parte matemática de su teoría de la relatividad. El biólogo Fotis Kafatos pionero en el campo de la clonación molecular y genética; Dimitris Nanopoulos es un destacado teórico físico, que ha hecho significativas contribuciones en el campo de la Física de partículas y la Cosmología. En medicina, Georgios Papanicolaou contribuyó enormemente al desarrollo del diagnóstico del cáncer con su Prueba de Papanicolaou. El diseñador de coches griego Alec Issigonis creó el icono Mini, mientras que el científico computacional Michael Dertouzos estuvo entre los pioneros de Internet.

## Danza
Grecia tiene una historia de danzas nativas que alcanza hasta la ocupación otomana. Comenzó en el periodo minoico.

### Grecia clásica
Los antiguos griegos creían que la danza fue inventada por los Dioses y por tanto asociada con las ceremonias religiosas. Creían que los dioses ofrecieron este regalo solo a unos mortales elegidos, quienes enseñaron a bailar al resto
Hay evidencias en los textos antiguos que indican que la danza fue tenida en gran consideración, en particular por sus cualidades educacionales. El baile, junto con la escritura, la música y los ejercicios físicos, era fundamental para el sistema educativo y muchos autores clásicos ensalzan sus virtudes como medio de cultivar el cuerpo y el alma.

### Grecia bizantina
Aunque tenemos solo unas pocas descripciones precisas de bailes bizantinos, se sabe que a menudo hubo "entrecruzamientos". El líder del baile se llamaba koryphaios o chorolektes mantenido. Efstathios de Salónica menciona un baile que comenzaba con un círculo y terminaba con los bailarines haciendo otro. Cuando no estaban bailando en un círculo, los bailarines mantenían en alto sus manos o saludaban con la mano izquierda y derecha. Los platillos sostenido (como las zilia de hoy) o un kerchief en sus manos, y sus movimientos eran enfatizados por largas mangas. Cuando bailaban, cantaban otro repertorio de canciones o las improvisaban, a veces al unísono, a veces el estribillo, repitiendo el verso cantado por el bailarín jefe. Los espectadores participaban, aplaudiendo el ritmo o cantando. Cantantes profesionales, a menudo músicos, componían letras adecuadas a la ocasión.
Los instrumentos bizantinos incluyen la guitarra, la flauta sencilla, doble o múltiple, sistro, tímpanos (percusión), psalterio, siringa, lira, platillos, keras y kanonaki.
Bailes populares de este periodo son el Syrtos, Géranos, Mantilia, Saximos, Pyrichios, y Kordakas. Algunos de estos bailes tiene sus orígenes en la antigüedad y aún son representados.

### Grecia moderna
Grecia es uno de los pocos sitios de Europa donde el papel cotidiano del baile popular es mantenido. Más que su funcionamiento como una pieza de museo conservada solo por actuaciones y eventos especiales, es una vívida expresión de la vida cotidiana. Las ocasiones para el baile son normalmente las bodas, las celebraciones familiares, y las paneyeria (nombre del día de los 'Santos Patronos'). El baile tiene su lugar en las costumbres ceremoniales que aún se conservan en los pueblos griegos, como el baile de la novia durante una boda y el baile del ajuar de la novia durante los preparativos de la boda. Los carnavales y Pascua ofrecen más oportunidades para reuniones familiares y bailes. Las tabernas griegas proporcionan entretenimientos en directo que a menudo incluyen bailes populares en su programa.
Las características regionales se han desarrollado con el paso de los años a causa de las variaciones de las condiciones climáticas, de la morfología de la tierra, y las vidas sociales de las personas. En los últimos años, las guerras, los pactos internacionales y los consecuentes movimientos de población, entremezclan las tradiciones. La gente ha aprendido nuevos bailes, adaptados a su entorno, e incluidos en sus fiestas.
El Kalamatianos y el Tsamikos, considerados bailes panhelénicos, son bailados por todo el mundo en las comunidades en la diáspora. Otros también han atravesado las fronteras y son conocidos más allá de donde se originaron; esto incluye al Karagouna de Tesalia, el Pentozalis de Creta, el Zonaradikos de Tracia, el Tik de Pontos, y el Balos de las islas egeas.
El vanguardista coreógrafo, director y bailarín Dimitris Papaioannou fue responsable de la sumamente exitosa ceremonia de apertura de los Juegos olímpicos de 2004, con una concepción que reflejaba las influencias clásicas sobre las formas modernas y experimentales del baile griego.

## Música
Grecia tiene una tradición musical diversa y muy influyente, con la música antigua influyendo en el Imperio Romano, y los cantos litúrgicos bizantinos y la música secular influyeron en el Renacimiento. La música griega moderna combina estos elementos, tanto como las influencias del oriente medio, para crear la propia interpretación griega de una amplia gama de formas musicales.

### Grecia clásica
La historia de la música en Grecia comienza otra vez, con la que se generó en su período antiguo, en gran parte estructurada sobre la lira y otros instrumentos de cuerda secundarios de la época. Más allá de los legados estructurales de la escala pitagórica, y de los desarrollos matemáticos relacionados sirve para definir la música clásica occidental, relativamente poco comprendida sobre el preciso carácter de la música durante este período; se sabe, sin embargo, que dejó una fuerte huella en la cultura de Roma. Lo que ha sido deducido sobre el papel social y el carácter de la música griega antigua viene en gran parte de la alfarería y otras formas de arte griego. La música la utilizaban en funerales, bodas, nacimientos y festivales religiosos.

### Grecia bizantina
La música de Bizancio griega es también de gran importancia en la historia y el desarrollo de la música europea, como los cantos litúrgicos que fue la fundación y el peldaño para la música del Renacimiento (ver: Música renacentista). Es también cierto que la música bizantina incluía una extensa tradición de música cortesana instrumental y danza; 

### Grecia moderna
Famosos músicos griegos son, la figura central del modernismo europeo del siglo XX Iannis Xenakis, compositor, arquitecto y teórico. Maria Callas, Manos Hadjidakis, Mikis Theodorakis, y Vangelis también con contribuciones en el siglo XX, junto a Nikos Skalkottas, Demis Roussos, Nana Mouskouri, Rotting Christ, Helena Paparizou y Anna Vissi.

## Deportes
La cultura griega ha sido y es más que puro uso cerebral. Los juegos Panhelénicos y especialmente los Juegos Olímpicos originados en Grecia en la antigüedad, centrados alrededor de deportes individuales como la carrera, boxeo, lucha, carrera de carros, salto de longitud, lanzamiento de jabalina, y lanzamiento de disco.
Los primeros juegos olímpicos modernos tuvieron lugar en Atenas en 1896, y las Olimpíadas volvieron a Atenas como los Juegos Olímpicos de Atenas 2004, haciendo de Atenas la cuarta ciudad después de París, Londres y Los Ángeles en organizar los modernos Juegos Olímpicos de Verano dos veces. Grecia ha estado representada en cada Olimpiada, junto con cuatro países, Australia, Francia, Gran Bretaña, y Suiza.
En años recientes, el fútbol ha estado entre los deportes más populares en Grecia. La selección de fútbol de Grecia inesperadamente ganó la Eurocopa de fútbol 2004, venciendo a los locales, la selección de fútbol de Portugal, en la final. Equipos domésticos del fútbol incluyen AEK Atenas FC, Olympiacos FC, Panathinaikos FC y PAOK Salónica FC.
El baloncesto también disfruta de considerable popularidad en Grecia. La selección de baloncesto de Grecia, dirigido por el querido Nikos Galis, ganó el Eurobasket de 1987 en Atenas, contra la Unión Soviética. El equipo también ganó el Eurobasket de 2005 en Belgrado contra Alemania. Equipos domésticos de baloncesto han sido importantes en la Euroliga: Panathinaikos BC ha ganado el campeonato europeo tres veces, en (1996, 2000, 2002) y la copa intercontinental en 1996 y el Olympiacos BC ganó el campeonato europeo en 1997. También el PAOK Salónica BC ganó la Recopa de Europa de Baloncesto en 1991 y la Copa Korac en 1994. Más recientemente, la selección de baloncesto de Grecia quedó segunda en el campeonato mundial de baloncesto de 2006.
Hay algunas generalizaciones que pueden ser hechas acerca de los trajes griegos y sus componentes. Los trajes del continente y los de las islas son diferentes, a pesar de que mantienen la Foustanella como un componente básico. Además, los trajes de cada área tienden a tener algunos elementos en común. Así como pasa con la música y otras tradiciones folclóricas, aunque haya elementos de esta parte de la cultura griega que sean similares, cada pequeña región mantiene algunos elementos individuales.
Todos los trajes griegos comparten materiales, costuras, partes y diseños similares, pero las regiones locales tienen características individuales que llegan a ser muy diferentes de las vestiduras en otras regiones. Por ejemplo, podemos identificar trajes típicos de exclusivamente Epiro, o Mesogeia, o Macedonia, o encontrar trajes en pueblos que se diferencian en cosas simples como la forma de una parte del vestido, o los colores, o los diseños en el bordado.

## Educación

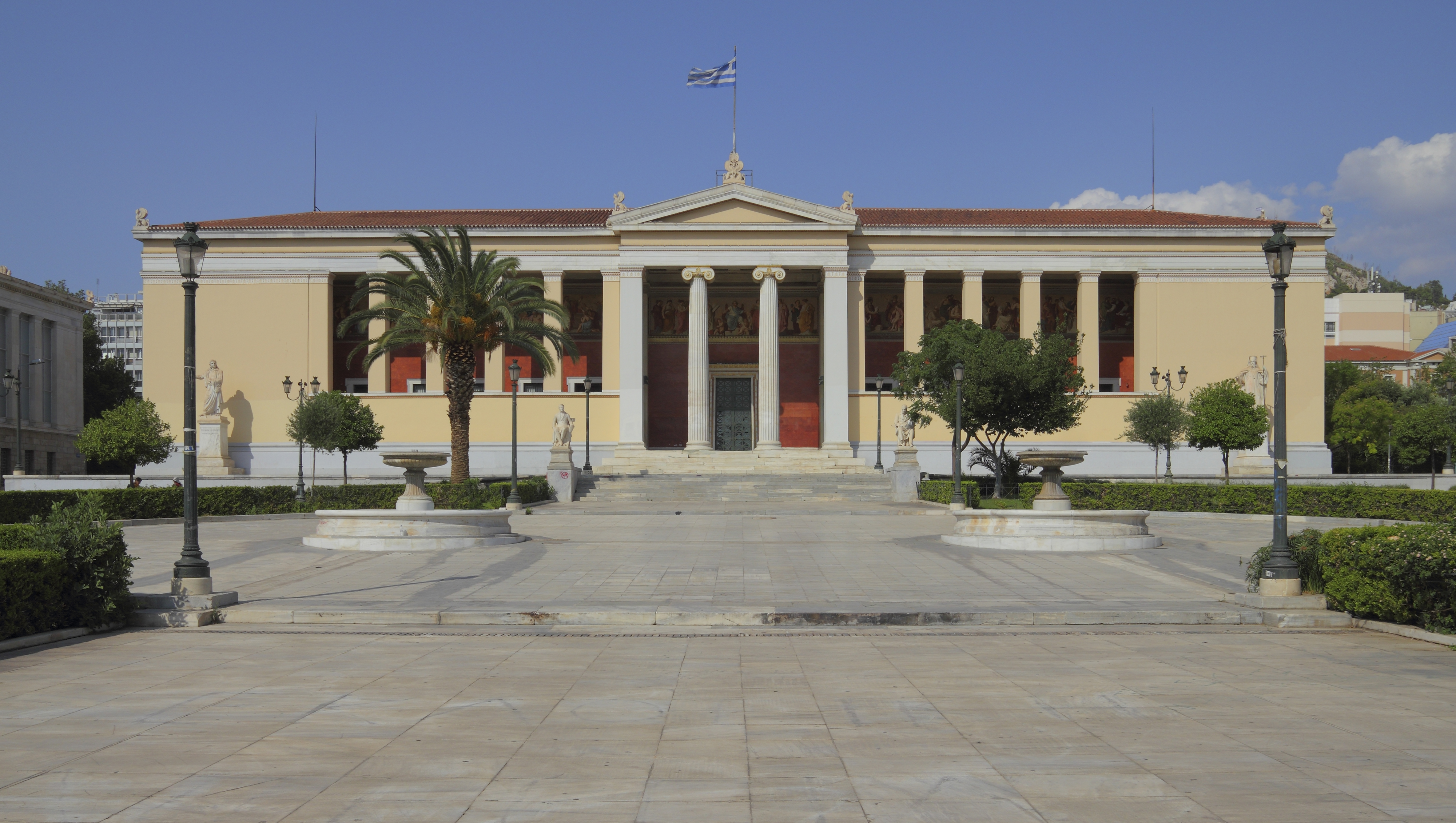
La Universidad de Atenas, parte del sistema de educación y producción de Grecia.

La educación en Grecia es obligatoria para todos los niños entre 6-15 años; es decir, incluye Primaria (Dimotiko) y la Enseñanza Secundaria Inferior (Gymnasio). La vida de los estudiantes en la escuela, sin embargo, puede empezar desde la edad de dos años y medio (preescolar) en instituciones (privadas y públicas) llamadas "Vrefonipiakoi Paidikoi Stathmi" (creches). En algunos Vrefonipiakoi Stathmoi hay también Nipiaka Tmimata (guarderías) que funcionan como la Nipiagogeia (jardín de infancia).

## Políticas

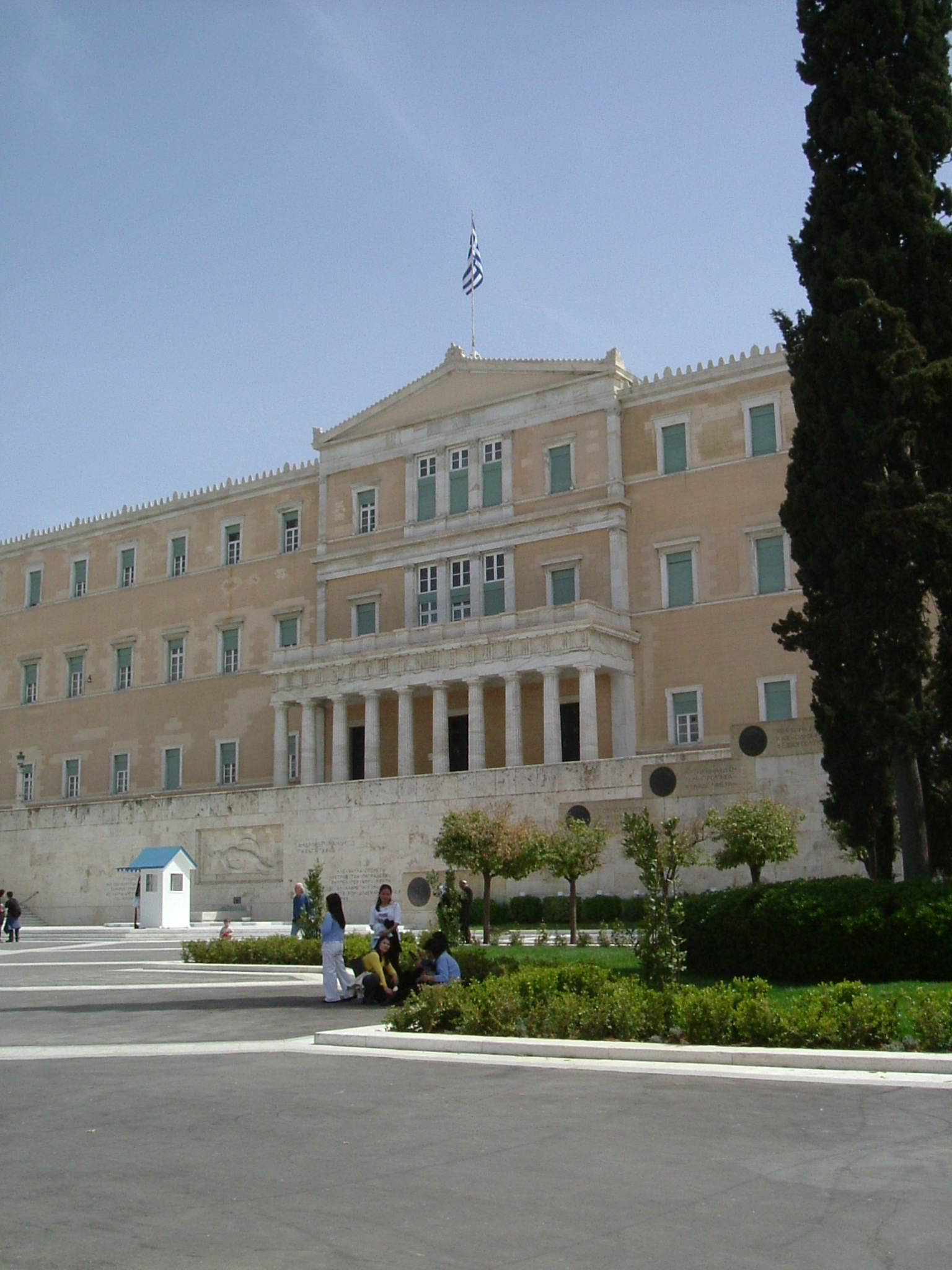
Parlamento de Atenas, 2004.

Grecia es una República Parlamentaria con un presidente asumiendo un rol a veces más ceremonial que en otras repúblicas, y con un primer ministro elegido por el líder de la alianza mayoritaria del parlamento. Tiene una constitución codificada y una Carta de los Derechos en ella. 
La política de la tercera República Helénica ha estado dominada por los dos principales partidos políticos, el socialista PASOK y el conservador Nueva Democracia. Hasta hace poco, el PASOK había dominado la escena política, presidiendo sobre las tasas de crecimiento oportunas económicamente pero no repartiendo donde el desempleo y los asuntos estructurales como la liberalización del mercado estaban interesados. 
La elección al gobierno de Nueva Democracia en 2004 ha conducido a varias iniciativas para modernizar el campo, tanto el plan de educación universitaria anterior como la liberalización del mercado de trabajo. Políticamente la oposición ha sido enorme para algunos de estos movimientos debido al movimiento de los trabajadores de Grecia - el cual molesta al ala derecha de la administración y a las ideas neoliberales. La población en general parece que está lejos de aceptar muchas de las iniciativas, que está reflejado en el apoyo gubernamental.
Existen otros partidos políticos más pequeños. Incluyen el tercer partido más grande ("El Partido Comunista"), que aún dispone de un gran apoyo de muchas zonas rurales tanto como de la población inmigrante de Grecia, como la ultradechista "recuperación ortodoxa popular", con el último aunque aún no disponen de ningún escaño en el Parlamento, tratando de capitalizar la oposición en algunos barrios con respecto al acceso de Turquía a la UE y cualquier tensión en el Egeo. También hay un pequeño, pero relativamente bien organizado movimiento anarquista, aunque su estatus en Grecia ha sido exagerado por los medios de comunicación extranjeros.